# Torre de Urculu
La Torre de Urculu, o Torre de Urkulu, es una torre circular ubicada en la cima del monte Urculu (1.419 m s. n. m.), en el término municipal de Orbaiceta en Navarra (España), a unos pocos metros de la frontera con Francia. Ha sido identificada como una torre-trofeo romana y redefinida, en otras hipótesis, como posible torre de vigilancia o observación ligada al sistema de vigilancia fronteriza creado por Fernando II de Aragón en 1512, en el contexto de la conquista de Navarra cuya pieza principal fue el Château-Pignon, hoy en tierras francesas.

## Construcción
Dentro de la hipótesis de origen romano se estima que probablemente fue erigida el 28 a. C. por el procónsul Marco Valerio Mesala Corvino para conmemorar su victoria en los Pirineos sobre los tarbelos, un pueblo aquitano protovasco, y marcar el límite sur de los nuevos territorios conquistados. El poeta Tibulo, que acompañaba a Mesala en su campaña, menciona en sus elegías que «los Pirineos tarbelos son testigos» de la victoria romana. En los estudio arqueológicos realizados no se han encontrado evidencias de su origen romano.
Dentro de la hipótesis de que sea un punto de vigilancia fronterizo, se estima que pertenece a la misma época de la guerra de conquista de Navarra por  Fernando II de Aragón y pertenecía al sistema de vigilancia fronteriza que nucleaba el castillo llamado Fortaleza del peñón de San Juan de Santa María, hoy conocido como Chaetau-Pignon del que solo quedan restos. El castillo fue construido en 1513 por orden real, en 1515 Juan Ramírez, interventor del entonces denominado reino de Navarra y Guipúzcoa, informa de los avances de las obras de la torre y el aljibe y la buena calidad del aparejo realizado en piedra seca, o "piedra en seco".  Tras la delimitación definitiva de la frontera, el castillo se ubica en la parte francesa mientras que la torre en la española.
Esta hipótesis se basa en la coincidencia del sistema de construcción de la torre y del castillo, realizado en bloques de piedra caliza con el sistema "piedra en seco", muy alegado del sistema de construcción romano de uniones de "piedra a hueso". La ubicación de la torre, que no se ve desde ninguno de los caminos del entorno, con una dominante visual completa del área circundante y con vista directa desde el castillo, apoyan la partencia de la misma al sistema de defensa fronterizo.

## Estudio
En 1976 el arqueólogo francés Jean-Luc Tobie la identificó como una torre-trofeo romana, erigida en el siglo I a. C. para conmemorar la reciente conquista de Aquitania; la construcción se utilizó para marcar el límite sur de los nuevos territorios conquistados. En la campaña arqueológica de 1990 se localizó un altar de consagración que confirmó esta interpretación del monumento. La torre domina el paso fronterizo de col d'Amoustegui, por el que discurría en la Antigüedad la vía romana Ab Asturica Burdigalam (de Astorga a Burdeos) que pasaba por Pamplona y  Dax.
La torre tiene forma tronco-cónica, mide 19,5 m de diámetro en la base y tiene 3,6 m de altura. Su altura original debía ser de 4,5 m. El espesor de los muros es de 2,6 m y su interior está relleno con los restos del trabajo de cantería originales.
Isaac Moreno Gallo, ingeniero e historiado especializado en ingeniería romana afirma, tras un estudio del aparejo constructivo y la ubicación del monumento que la hipótesis del origen romano así como su designación como Torre-trofeo son erróneas ya que los romanos no construían en piedra seca sino en la forma denominada "a hueso" y al no llegarse a ver desde ninguna de las vías y caminos que recorren el área, su función de "torre trofeo" carece de sentido.

## Cercanías
A escasos metros de la torre quedan restos de una casa fuerte construida y utilizada a finales del siglo XVIII, durante la Guerra de la Convención que enfrentó a Francia y España en 1793. En las laderas del mismo monte Urkulu se han localizado numerosos restos prehistóricos, como dólmenes y cromlechs.